# John Adams (kompozytor)
John Coolidge Adams (ur. 15 lutego 1947 w Worcester, Massachusetts) – amerykański kompozytor współczesny, przedstawiciel minimalizmu. Ze względu na skalę kompozycji Adamsa często obdarza się go określeniem „maksymalistycznego minimalisty”.

## Życiorys
Adams wychowywał się w rodzinie przesyconej kulturą, typowej dla intelektualnych środowisk Nowej Anglii. Wcześnie też wykazał zainteresowania muzyką. Swój pierwszy menuet napisał w wieku dziewięciu lat. W wieku dziesięciu lat rozpoczął naukę kompozycji i gry na klarnecie. Formalną edukację muzyczną jako kompozytor pobierał na Uniwersytecie Harvarda. W czasie studiów grał w Boston Symphony Orchestra jako zastępca klarnecisty. W latach 1971–1981 kierował wydziałem kompozycji Konserwatorium w San Francisco. Był także dyrektorem i naczelnym kompozytorem San Francisco Symphony Orchestra. W trakcie pracy z tą orkiestrą prowadził serię programową New and Unusual Music (Muzyka nowa i niezwykła), promującą muzykę współczesną. Adams jest także aktywnym dyrygentem, głównie w zespole Ensemble Moderne, znanym z promowania dzieł takich kompozytorów jak Conlon Nancarrow i Frank Zappa. W 1995 Adams otrzymał prestiżową nagrodę Grawemeyer Award za swój Koncert skrzypcowy.

## Twórczość
Kompozycje Johna Adamsa to zwykle rozbudowane dzieła instrumentalne, utrzymane w nurcie minimalizmu. Charakteryzują się bogactwem, złożoną fakturą i rozbudowaną „architekturą”. Ważną pozycją w dorobku kompozytora stanowią oparte na faktach opery Nixon w Chinach oraz Śmierć Klinghoffera. Okazjonalnie Adams penetruje gatunki muzyczne odległe od głównego nurtu jego twórczości, takie jak muzyka filmowa – An American Tapestry, ilustracje muzyczne do filmów animowanych – Chamber Symphony, muzyka elektroniczna – Hoodoo Zephyr, jazz – Strong, a nawet bluegrass John’s Book of Alleged Dances.

## Dorobek kompozytorski[3]
| Dzieła kompozytorskie | Dzieła kompozytorskie                                                   | Dzieła kompozytorskie                                                           |
| Data powstania        | Tytuł dzieła                                                            | Forma muzyczna                                                                  |
| --------------------- | ----------------------------------------------------------------------- | ------------------------------------------------------------------------------- |
| 1970                  | Piano Quintet                                                           | Kwintet – fortepian i cztery instrumenty strunowe                               |
| 1970                  | Heavy Metal                                                             | Muzyka elektroniczna                                                            |
| 1973                  | American Standard                                                       | Utwór kameralny                                                                 |
| 1973                  | Christian Zeal and Activity                                             | Utwór orkiestralny                                                              |
| 1974                  | Ktaadn, for mixed chorus, oscillators & filters                         | Utwór chóralny z towarzyszeniem instrumentów elektronicznych                    |
| 1975                  | Grounding                                                               | Utwór na sześcioosobowy zespół wokalny, 3 saksofony i instrumenty elektroniczne |
| 1976                  | Onyx                                                                    | Muzyka elektroniczna                                                            |
| 1976                  | Studebaker Love Music                                                   | Muzyka elektroniczna                                                            |
| 1977                  | China Gates                                                             | Utwór fortepianowy                                                              |
| 1977                  | Phrygian Gates                                                          | Utwór fortepianowy                                                              |
| 1978                  | Shaker Loopsestra                                                       | Utwór na smyczkową orkiestrę kameralną                                          |
| 1979                  | Common Tones in Simple Time                                             | Utwór orkiestralny                                                              |
| 1980–1981             | Harmonium                                                               | Utwór na chór i orkiestrę                                                       |
| 1982                  | Grand Pianola Music                                                     | Utwór na 3 soprany, 2 fortepiany, instrumenty dęte i perkusję                   |
| 1982                  | Matter of Heart                                                         | Muzyka filmowa                                                                  |
| 1983                  | Light Over Water                                                        | Muzyka elektroniczna                                                            |
| 1984–1985             | Harmonielehre                                                           | Utwór orkiestralny                                                              |
| 1985                  | The Chairman Dances                                                     | Fokstrot na orkiestrę                                                           |
| 1985                  | Tromba Lontana                                                          | Fanfara na orkiestrę                                                            |
| 1985-1987             | Nixon w Chinach (Nixon in China)                                        | Opera                                                                           |
| 1986                  | Short Ride in a Fast Machine                                            | Fanfara na orkiestrę                                                            |
| 1987                  | The Nixon Tapes                                                         | Suita operowa                                                                   |
| 1988                  | The Wound Dresser                                                       | Pieśń na baryton i orkiestrę                                                    |
| 1988                  | Fearful Symmetries                                                      | Utwór orkiestralny                                                              |
| 1989                  | Eros Piano                                                              | Koncert fortepianowy                                                            |
| 1989–1993             | Orkiestracja 6 pieśni Charlesa Ivesa                                    | Pieśń na głos i orkiestrę                                                       |
| 1990                  | The Black Gondola (orkiestracja La lugubre gondola Ferenca Liszta S200) | Utwór orkiestralny                                                              |
| 1990–1991             | Śmierć Klinghoffera (The Death of Klinghoffer)                          | Opera                                                                           |
| 1991                  | Partie chóralne z The Death of Klinghoffer                              | Utwór chóralny                                                                  |
| 1991                  | Berceuse élégiaque (aranżacja utworu Ferruccio Busoniego)               | Utwór orkiestralny                                                              |
| 1991                  | El Dorado                                                               | Utwór orkiestralny                                                              |
| 1992                  | Chamber Symphony                                                        | Utwór kameralny                                                                 |
| 1992–1993             | Hoodoo Zephyr                                                           | Muzyka elektroniczna                                                            |
| 1993                  | Violin Concerto                                                         | Koncert skrzypcowy                                                              |
| 1993                  | Le Livre de Baudelaire (orkiestracja 4 pieśni Claude’a Debussy’ego)     | Pieśń na głos i orkiestrę                                                       |
| 1994                  | John’s Book of Alleged Dances                                           | Kwartet instrumentów strunowych                                                 |
| 1995                  | Road Movies                                                             | Duet na skrzypce i fortepian                                                    |
| 1995                  | La Mufa (orkiestracja utworu Astora Piazzolli)                          | Tango na orkiestrę                                                              |
| 1995                  | I Was Looking at the Ceiling and Then I Saw the Sky                     | Opera (songplay)                                                                |
| 1995                  | Lollapalooza                                                            | Utwór orkiestralny                                                              |
| 1996                  | Revolucionario (orkiestracja utworu Astora Piazzolli)                   | Tango na orkiestrę                                                              |
| 1996                  | Todo Buenos Aires (orkiestracja utworu Astora Piazzolli)                | Tango na orkiestrę                                                              |
| 1996                  | Century Rolls                                                           | Koncert fortepianowy                                                            |
| 1996                  | Hallelujah Junction                                                     | Duet fortepianowy                                                               |
| 1996                  | Gnarly Buttons                                                          | Utwór kameralny                                                                 |
| 1996                  | Scratchband, for amplified ensemble                                     | Utwór kameralny                                                                 |
| 1996                  | Slonimsky’s Earbox                                                      | Utwór orkiestralny                                                              |
| 1997–1998             | Naive and Sentimental Music                                             | Utwór orkiestralny                                                              |
| 1999                  | An American Tapestry                                                    | Muzyka filmowa                                                                  |
| 1999–2000             | El Niño                                                                 | Opera-oratorium                                                                 |
| 2001                  | American Berserk                                                        | Utwór fortepianowy                                                              |
| 2001                  | Guide to Strange Places                                                 | Utwór orkiestralny                                                              |
| 2002                  | On the Transmigration of Souls                                          | Utwór chóralny                                                                  |
| 2003                  | My Father Knew Charles Ives                                             | Utwór orkiestralny                                                              |
| 2003                  | The Dharma at Big Sur                                                   | Utwór na skrzypce elektryczne i orkiestrę                                       |
| 2005                  | Doctor Atomic                                                           | Opera                                                                           |
| 2006                  | A Flowering Tree                                                        | Opera                                                                           |
| 2007                  | Son of Chamber Symphony                                                 | Utwór kameralny                                                                 |
| 2007                  | Doctor Atomic Symphony                                                  | Utwór orkiestralny                                                              |
| 2008                  | First Quartet                                                           | Kwartet skrzypcowy                                                              |
| 2009                  | City Noir                                                               | Utwór orkiestralny                                                              |
| 2010                  | Jestem miłością (Io sono l’amore)                                       | Muzyka filmowa (brak kompozycji oryginalnych)                                   |
| 2012                  | Absolute Jest                                                           | Utwór na skrzypce i orkiestrę                                                   |
| 2013                  | Saxophone Concerto                                                      | Utwór orkiestralny                                                              |
| 2013                  | The Gospel According to the Other Mary                                  | Opera-oratorium                                                                 |
| 2014                  | Second Quartet                                                          | Kwartet skrzypcowy                                                              |
| 2014–2015             | Scheherazade.2                                                          | Symfonia dramatyczna na flet i orkiestrę                                        |